# Anthrax comptus
Anthrax comptus är en tvåvingeart som beskrevs av Paramonov 1935. Anthrax comptus ingår i släktet Anthrax och familjen svävflugor. Inga underarter finns listade i Catalogue of Life.